# 猴子石大桥
猴子石大桥（长沙湘江三桥）为湖南省长沙市二环线南段横跨湘江主通道，因主桥的江心位置曾有名为“猴子石”的巨石而得名。该桥处湘府路大桥与橘子洲大桥之间，东段起点天心区境内南郊公园通过匝道与湘江路相连，向西跨湘江路，过湘江、逾潇湘路，经潇湘南路立交桥直通与西二环、潇湘路相连，通过罗家嘴立交桥，与长沙绕城高速公路与长潭西线高速公路相通。猴子石大桥是继橘子洲大桥（湘江一桥）和银盆岭大桥（湘江二桥）之后长沙市第三座横跨湘江的公路桥。全长1389米，主桥宽27米，为双向6车道，两侧建有人行道。大桥曾多次停建续建，初建于1958年，后于1960年停建；1996年再建，1997年再次停工；1998年年底恢复开工，2000年9月20日建成通车。

## 图集

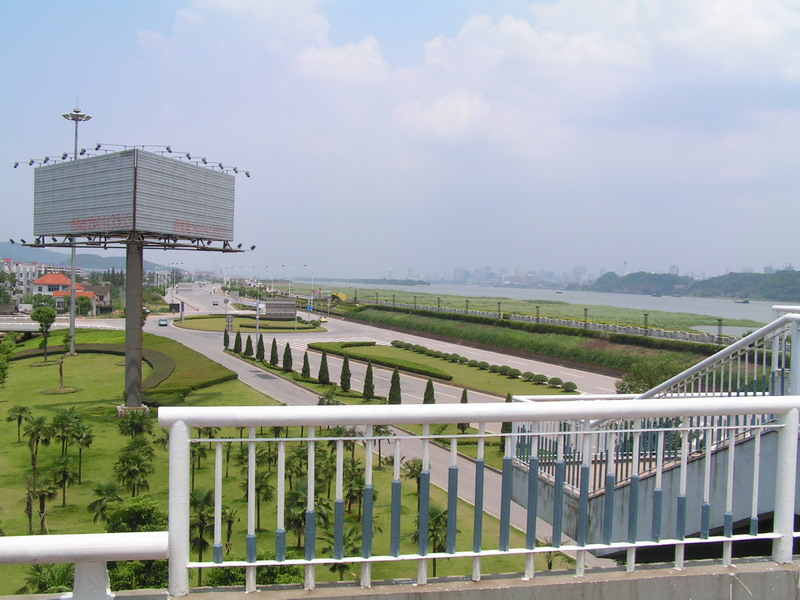